# Слобідсько-Українське ополчення (1812)
Слобідсько-Українське ополчення 1812 року — тимчасове міліційне військове формування в Російській імперії, було частиною земського війська скликаного в 1812 році в зв’язку з тяжким становищем імперської армії під час  Французько-російської війни 1812 року проти Наполеона І. В тому ж році розформовано. 

## Історія заснування
Після розгрому російських військ у битві під Фрідландом у червні 1807 року російський імператор Олександр І уклав з Наполеоном Бонапартом Тільзитський мир, за яким зобов'язався приєднатися до континентальної блокади Англії. За угодою з Наполеоном Бонапартом Росія в 1808 році відібрала у Швеції Фінляндію і зробила ряд інших територіальних займань; Наполеону ж розв'язала руки для підкорення всієї Європи за винятком Англії та Іспанії. Наполеонівські війська після черги анексій присунулися до кордонів Російської імперії.
24 лютого 1812 Наполеон Бонапарт уклав союзний договір з Пруссією, яка повинна була виставити проти Росії 20 тисяч солдатів, а також забезпечити матеріально-технічне постачання французької армії. Наполеон також уклав 14 березня того ж року військовий союз з Австрією, за яким австрійці зобов'язалися виставити 30 тисяч солдатів проти Росії.
У ніч на 12 (24) червня 1812 року армія Наполеона Бонапарта почала військову кампанію на західних кордонах Російської імперії. Французька імперія вважала війну справедливою і доречною, оскільки Російська імперія порушила умови Тільзитського мирного договору.
6 липня 1812 році у таборі під Полоцьком, російським імператором Олександром І було підписано маніфест про збори ополчення.

## Формування ополчення
28 липня на надзвичайному зібранні губернського дворянства було вирішено сформувати тимчасове ополчення для внутрішньої безпеки. Було вирішено брати по одній людині з 50 осіб. З цих обранців сформувати 1350 кінних козаків, з інших утворили стрільців та піших козаків. 
Начальником губернського ополчення було обрано генерал-майора, Бекарюкова Захара Івановича. Командиром кінного козацького полку стає полковник Михайло Матвійович Куликовський, а командирами піших полків стають підполковники: Донець-Захаржевський Володимир Якович, Врємєв Олександр Миронович, Двигубський Олексій Михайлович.

## Скасування ополчення
Ополчення не встигло остаточно сформуватися, оскільки було виставлене значне ополчення Московської губернії, та суміжних губерній, а Слобідсько-Українське ополчення було наказано розформувати. Місцеве дворянство мало бажання взяти участь у бойових діях і прохало не розпускати земського війська, але імператор вирішив, що це зайве.

## Нагороди
30 серпня 1814 року було видано імператорський маніфест, в пам'ять війни 1812 року. У маніфесті говорилося
| | \| Благородне Дворянство Наше, вірна і міцна ограда Престолу, розум і душа народу, здавна благочестиве, здавна хоробре, яке здавна багатократним досвідом довело нічим непорушну відданість і любов до Царя і вітчизни, і найпаче яке нині виявило безприкладну ревність щедрим пожертвуванням не токмо маєтністю, але і самої крові і життя свого, хай окраситься бронзовою на Володимирській стрічці медаллю... \| Оригінальний текст (рос.) Благородное Дворянство Наше, вѣрная и крѣпкая ограда Престола, умъ и душа народа, издревле благочестивое, издревле храброе, издревле многократными опытами доказавшее ничѣмъ не нарушимую преданность и любовь къ Царю и отечеству, найпаче же нынѣ изъявившее безпримѣрную ревность щедрымъ пожертвованіемъ не токмо имуществъ, но и самой крови и жизни своей, да украсится бронзовою на Владимірской лентѣ медалью… |
| Благородне Дворянство Наше, вірна і міцна ограда Престолу, розум і душа народу, здавна благочестиве, здавна хоробре, яке здавна багатократним досвідом довело нічим непорушну відданість і любов до Царя і вітчизни, і найпаче яке нині виявило безприкладну ревність щедрим пожертвуванням не токмо маєтністю, але і самої крові і життя свого, хай окраситься бронзовою на Володимирській стрічці медаллю... | |